# Bilaspur (Gautam Buddha Nagar)
Bilaspur es  un pueblo y nagar Panchayat situado en el distrito de Gautam Buddha Nagar en el estado de Uttar Pradesh (India). Su población es de 8980 habitantes (2011). 

## Demografía
Según el  censo de 2011 la población de Bilaspur era de 8980 habitantes, de los cuales 4695 eran hombres y 4285 eran mujeres. Bilaspur tiene una tasa media de alfabetización del 67,74%, superior a la media estatal del 67,68%: la alfabetización masculina es del 76,73%, y la alfabetización femenina del 57,93%.